# География Кувейта

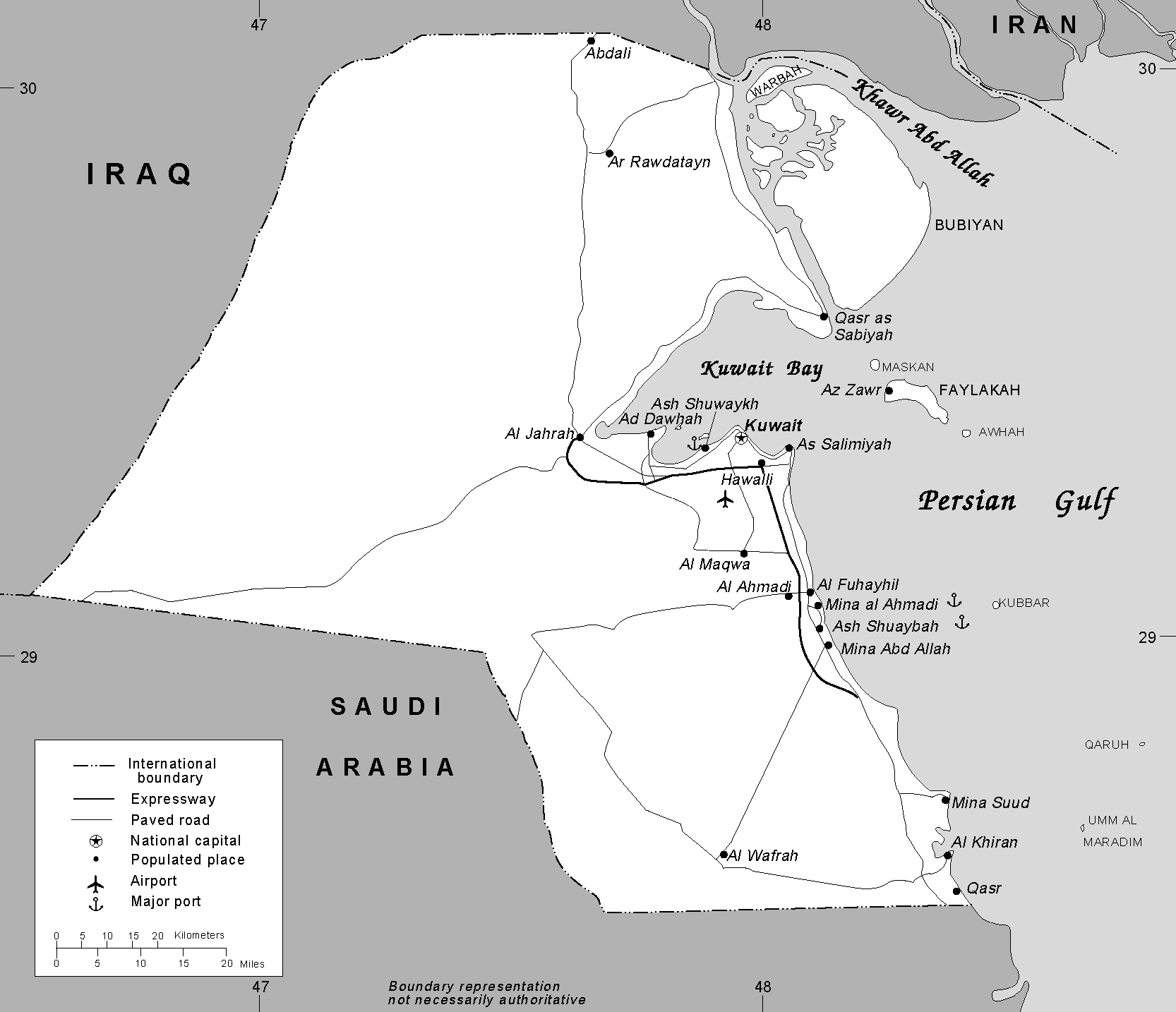
Карта Кувейта

Куве́йт — государство (эмират) в юго-западной Азии. Граничит с Ираком на севере и западе, с Саудовской Аравией — на юге. С востока омывается Персидским заливом. Столица — город Кувейт.
Площадь — 17 818 км².
Общая протяжённость границы — 464 км.
Протяженность границ с Ираком — 242 км, а с Саудовской Аравией — 222 км.
Береговая линия — 499 км.
Кувейт расположен на северо-востоке Аравийского полуострова и на островах Персидского залива — Бубиян, Файлака, Варба, Куббар, Кару, Умм-эль-Марадим и др.
Большая часть территории покрыта пустынями. Ландшафт равнинный, местами холмистый. Наивысшая точка — 290 м над уровнем моря на крайнем западе страны.
Основные порты: Аш-Шувайх, Мина Аш-Шуайба, Мина-эль-Ахмади (главный нефтяной порт),